# Ciateàcies
Les ciateàcies (Cyatheaceae) són una família de falgueres arborescents de l'ordre Cyatheales, que inclou les falgueres actuals més altes que fan fins a 20 m. Apareixen fòssils en el Juràssic tardà però els gèneres moderns apareixen en el període Terciari. És la família més gran de falgueres arborescents i inclou unes 700 espècies.
Cyatheaceae i Dicksoniaceae, junt amb les famílies Metaxyaceae i Cibotiaceae són un grup monofilètic.
Les espècies de Cyatheaceae normalment tenen un sol tronc erecte amb rizoma. Les seves frondes (fulles) són molt grans unes de les més grosses del regne vegetal.